# Iglesia de Santo Domingo de Silos (Pinto)
La iglesia de Santo Domingo de Silos es la iglesia parroquial de Pinto, perteneciente a la Diócesis de Getafe. Fue declarada bien de interés cultural por la Comunidad de Madrid en 2019.

## Historia
Ya existen, desde el siglo XIV, referencias a la iglesia parroquial. Se conserva un recibo de una campana rota que se refundió, teniendo la misma fecha de 1363.
Según algunos estudios, se hace referencia a que la obra de construcción de la iglesia es anterior al siglo XIV; pero debido a una gran reforma que sufrió entre los siglos XV y XVI que le da su imagen actual (excepto la fachada) hace que se catalogue como construida en el siglo XVI. De hecho, en el Archivo Parroquial se conserva un libro anterior al denominado "Fábrica n.º 1" correspondiente al período entre 1576 y 1604.
Levantada en el mismo lugar que una vez posiblemente hubo una mezquita árabe, tiene un origen visigodo, ya que estos fueron los primeros cristianos que poblaron Pinto. Tras esta iglesia de origen visigodo hay pruebas de que existió otra de estilo románico, ya que fue con el rey Alfonso VI en el año 1086 cuando Pinto fue arrebatado finalmente a los árabes.
Con todos los datos que nos facilitan los antiguos documentos entre el siglo XV y el siglo XVII que aún se conservan, podemos asegurar que el edificio es aumentado en tamaño (pasando de ser un edificio de características románicas a góticas). La construcción tiene grandes proporciones, con reminiscencias góticas en sus cubiertas; de tres naves que se separan por arcos de medio punto decorados con rosetas y motivos geométricos, con crucero que no destaca al exterior, ábside poligonal y bóvedas de crucería.

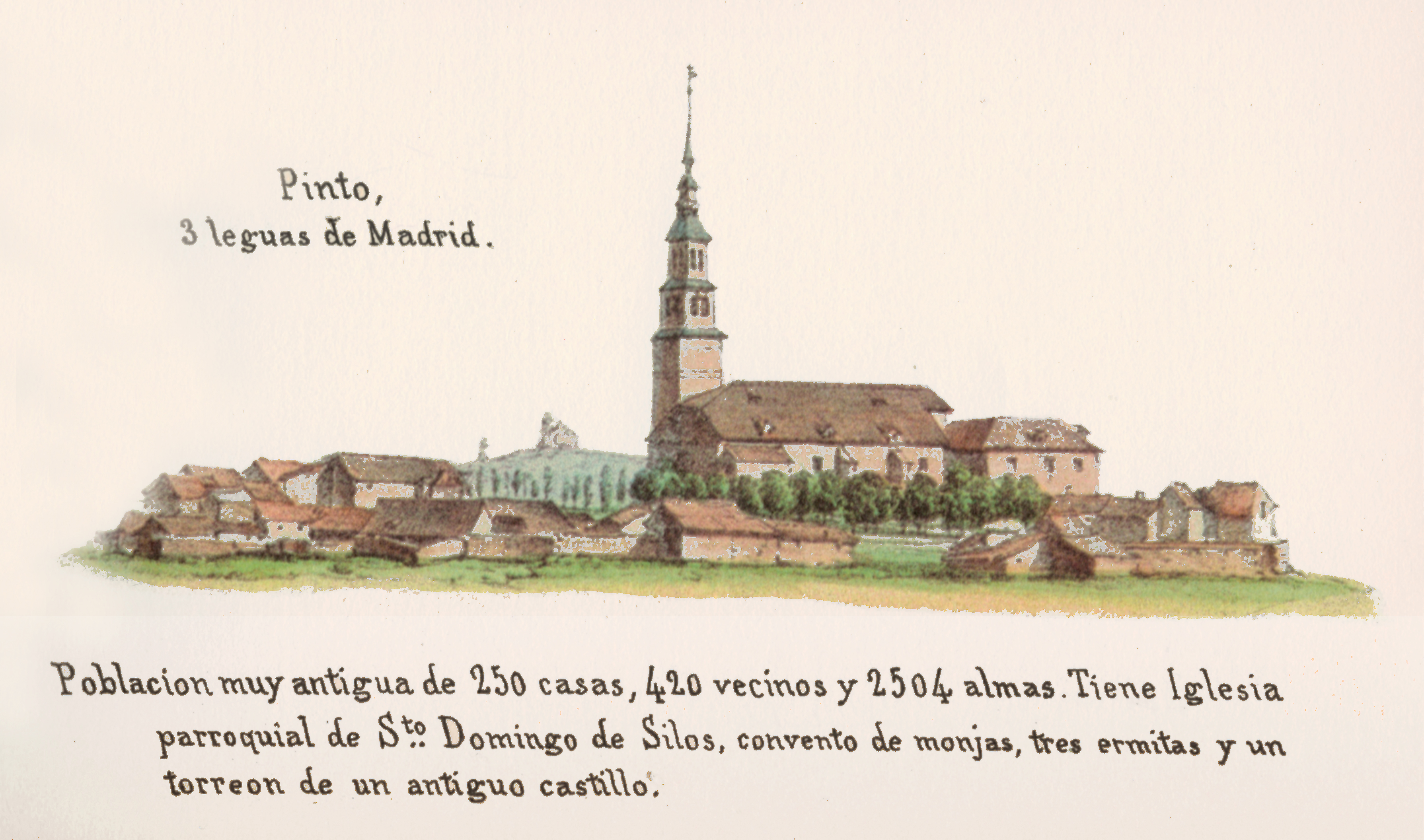
Vista de Pinto a mediados del con la iglesia destacando entre el caserío

Los documentos posteriores de que se dispone hacen referencia a las obras en el Aula Eucarística. Es de destacar un documento fechado en 1809 en el que varios vecinos del pueblo son llamados a declarar debido al saqueo que la iglesia sufrió el 6 de diciembre de 1808 por parte de soldados franceses. Muy importante, durante el siglo XIX es la construcción del coro, con balaustrada neoclásica.
Llegando a nuestros días, el comienzo del siglo XX para esta iglesia se puede denominar como catastrófico. En 1920 se decide suprimir el campanario, el cual cae sobre la portada principal, ocasionando su derrumbamiento. En 1923 se inician las obras para reconstruir la portada, pero el campanario hubo de esperar hasta 1954 que los hermanos Bernardo y Emiliano Infante, vecinos del pueblo, construyeran el actual campanario, inaugurándose el mismo el 20 de mayo de 1956. Las últimas reformas las podemos situar entre 1992 (cuando se pusieron las nuevas campanas sonando por primera vez para Nuestra Señora de la Asunción, patrona de Pinto) y el año 1998 (en que se adecuan los muros y los jardines del entorno). En mayo de 2021 finalizó la rehabilitación integral del interior de la iglesia y fue abierta de nuevo al culto, ya que permanecía cerrada desde 2017.

## Exterior

### La antigua portada

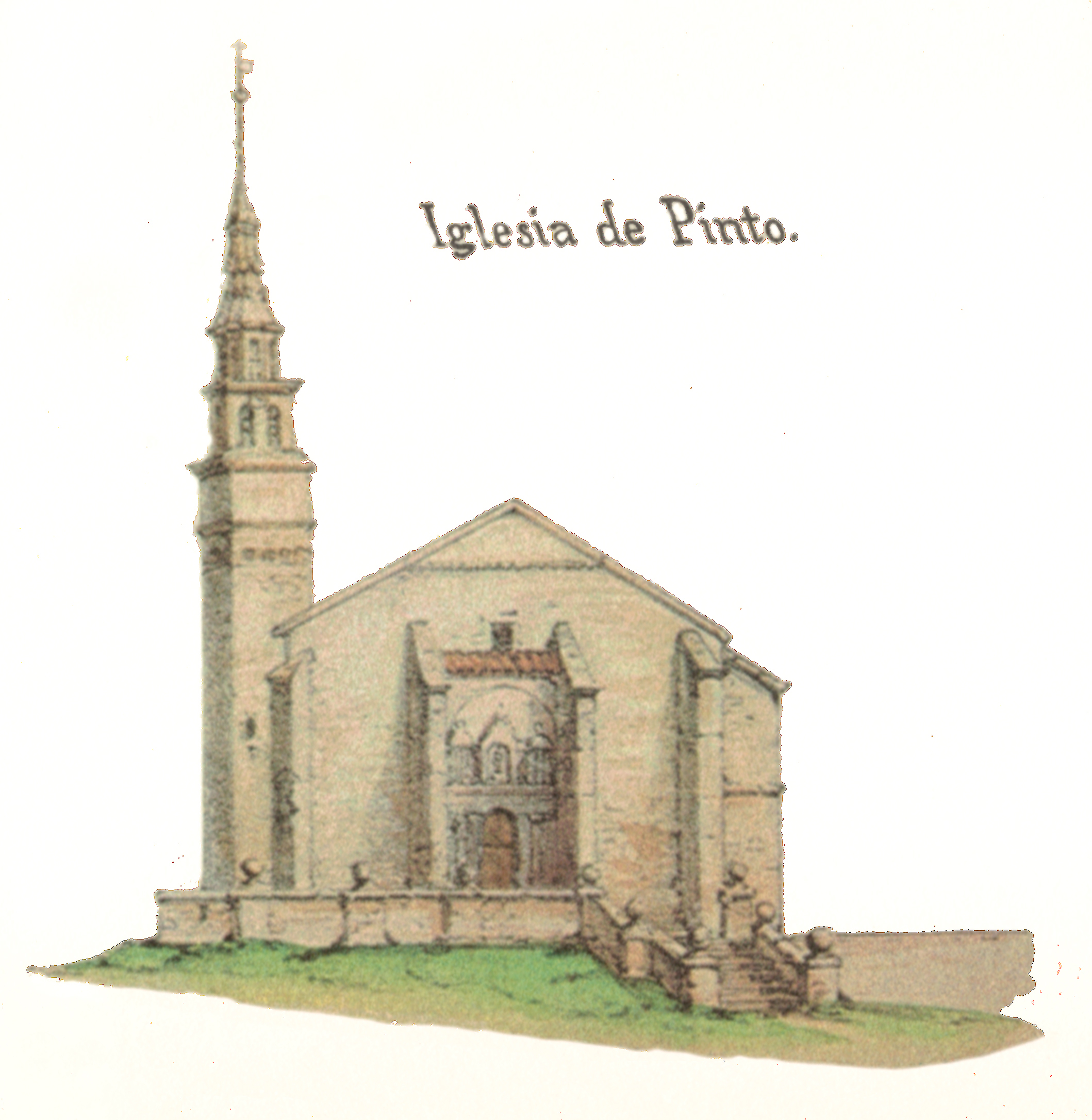
Aspecto de la iglesia hacia mediados del

Según una fotografía anterior al accidente de 1920 y del "Catálogo Monumental de la provincia de Madrid", de Rodríguez Marín, obra de Pineda a mediados del siglo XVI. Se abría bajo amplia hornacina de arco de medio punto entre dos contrafuertes. Constaba de un cuerpo inferior con pares de columnas cilíndricas a los lados y puerta con arco de medio punto. Sobre su entablamento se levantaba un segundo cuerpo con tres nichos entre columnillas coronados por el frontón donde, de doble ancho el central bajo los que se albergaban figuras de Santo Domingo de Guzmán, San Rafael, San Miguel y de la Anunciación. Esta portada sustituyó a una primitiva.

### La antigua torre
Constaba de tres cuerpos. Hecha de piedra de aparejo irregular. El primer cuerpo, de planta cuadrada, disminuía gradualmente sus dimensiones marcadas por molduras aristadas. El segundo cuerpo tenía en cada uno de sus cuatro frentes un par de ventanas en arcos de medio punto. El tercero, de planta octogonal con arcos de medio punto y se coronaba por chapitel de pizarra. Fue comenzada por Zorita en 1544 (a quien corresponde el primer cuerpo) y siendo terminada por Francisco y Pedro Aguado en 1601; el chapitel fue obra de Antonio Lozano y guardaba parecido con el que aún hoy podemos ver en Santa María Magdalena, la Catedral de Getafe.

## Interior

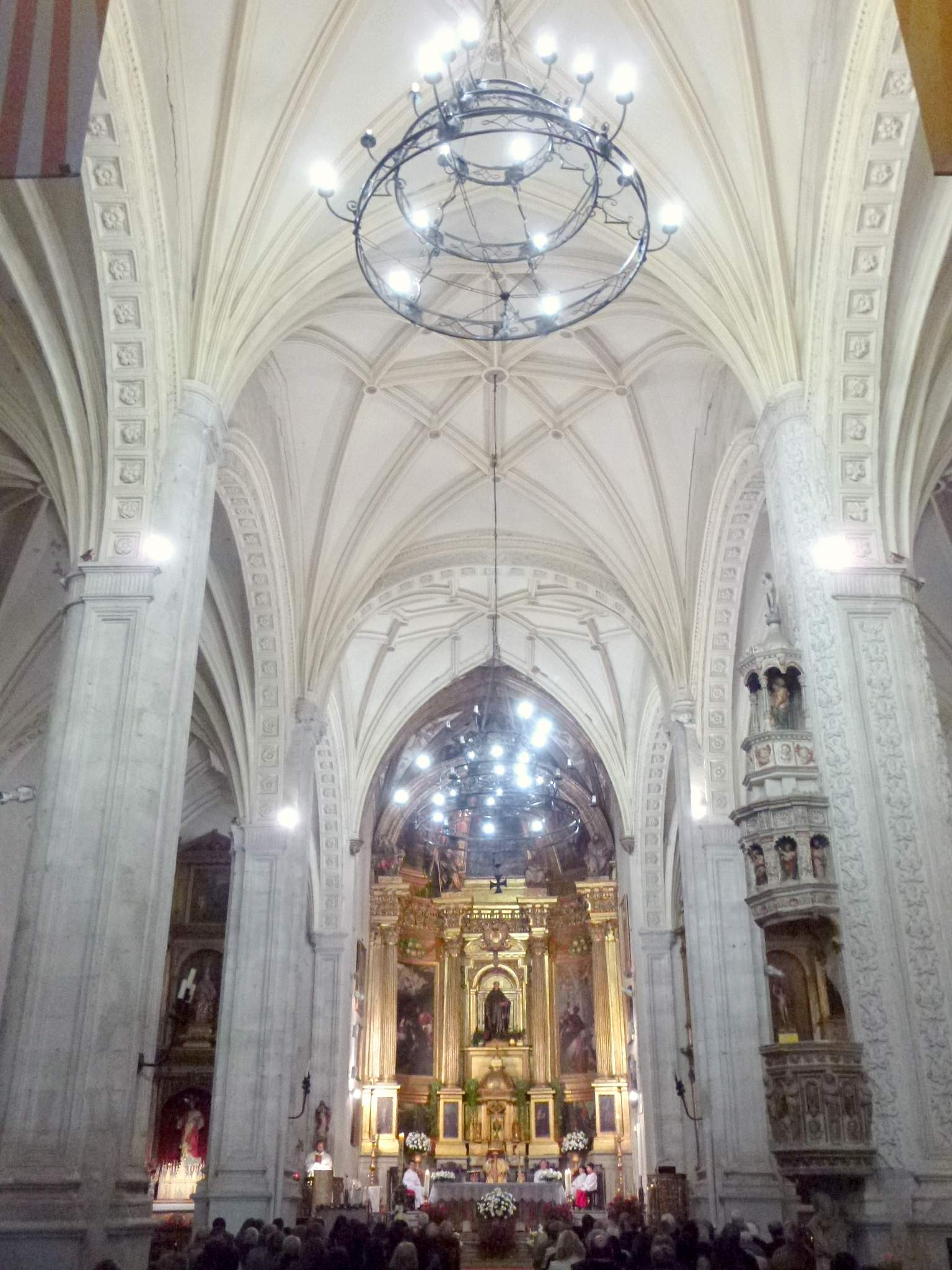
Interior del templo

El interior de la iglesia queda dividida por seis pilares en tres naves, estando cada una de ellas rematadas en su cabecera por un gran altar.

### Nave del Evangelio
La nave del Evangelio es la que se encuentra al lado izquierdo al entrar por la puerta principal. En la nave del Evangelio se encuentra la capilla del Cristo de la Misericordia bajo el coro, que contiene la imagen del Cristo del mismo nombre, el cual podría pertenecer a la escuela de Gregorio Fernández dado que su aspecto se asemeja a la tradicional imaginería castellana. Así mismo nos encontramos en ese lateral tres retablos: el de la Virgen de los Dolores, el del Cristo atado a la Columna y el de la Anunciación.

### Nave de la Inmaculada
En la nave de la Inmaculada encontramos el retablo de San José, seguido de la puerta de Santa Ana o de los Catecúmenos, y el retablo de la Virgen del Carmen.

## Vida parroquial
Los diferentes grupos pertenecientes a la parroquia son:
- Catequesis prebautismales. En este grupo se imparte la catequesis para los padres de niños que van a ser bautizados.
- Catequesis de comunión. Es el grupo de catequesis de referencia para niños de 8 a 10 años que van a recibir el Sacramento de la Comunión por primera vez.
- Catequesis de postcomunión. Este es el grupo de referencia de los chavales que ya han recibido la comunión pero aún no han iniciado la catequesis de Confirmación. Es un período importante, en el que se ayuda a fortalecer un vínculo entre el chaval y la comunidad parroquial, donde se trata de unir aprendizaje, valores y juegos.
- Catequesis de confirmación. Confirmación es el grupo dirigido a jóvenes entre los 15 y los 18 años. Son tres años de catequesis donde se imparte el Catecismo de la Iglesia Católica adaptado a la edad y apoyándolo en convivencias y peregrinaciones.
- Grupo Parroquial de Jóvenes (GPJ). Grupo de jóvenes recientemente confirmados que desean mantener un vínculo con un grupo parroquial, donde seguir su aprendizaje. En la actualidad se imparte un Curso de Biblia, donde se explicarán cada uno de los libros que componen la Biblia.
- Catequesis de adultos. Es el grupo de referencia para personas adultas que necesitan continuar con la formación cristiana.
- Catequesis de novios. Grupo de catequesis para aquellas personas que se preparan para el sacramento del Matrimonio.
- Grupo de liturgia. En este grupo se encargan de preparar cuidadosamente la liturgia de las celebraciones, ayudando a su embellecimiento.
- Grupo de visitadores de enfermos. Llevando a cabo una de las más importantes exigencias de la caridad, un grupo de personas se dedica a visitar a las personas de nuestra comunidad que por razones de edad o enfermedad no pueden ir a compartir su fe con las demás personas al templo.
- Grupo de Cáritas interparroquial. Es una agrupación de las tres parroquias pinteñas que desarrolla una labor más social.

## Hermandades
La Parroquia cuenta con varias hermandades:
- Hermandad del Santísimo Cristo atado a la Columna
- Hermandad de Nuestra Señora de los Dolores
- Hermandad del Cristo del Calvario
- Hermandad de San Antón
- Hermandad de San Isidro Labrador